# Pedro G. Romero
Pedro G. Romero (* 1964 in Aracena, Provinz Huelva) ist ein spanischer, interdisziplinär arbeitender Bildender Künstler.

## Leben und Werk
Pedro G. Romero schloss ein Kunststudium in Sevilla ab. Er lebt und arbeitet dort und arbeitet in den Bereichen Kunst (Skulptur, Malerei), Geschichte, Theorie, Literatur, Film, Musik, Theater und Tanz. Er ist Kunst- und Literaturkritiker, Verleger, Essayist, Flamenco-Experte, Erfinder von Taxonomien, Sammler von Flamenco-Texten und -bezügen, ein Vermittler zwischen der Kunst und den unterschiedlichen Traditionen dieses Tanzes. Seit 2000 arbeitet er am Archivo F.X. und an Máquina P.H. Pedro G. Romero hat zahlreiche Choreografien für den Flamenco-Tänzer Israel Galván geschaffen.
Im Rahmen der documenta 14 zeigte Pedro G. Romero zusammen mit dem Sänger Niño de Elche und dem Flamencotänzer Israel Galván die dreitägige performative Intervention La farsa monea.

## Ausstellungen (Auswahl)

### Einzelausstellungen
- 2006: Archivo F.X. La ciudad vacia, Fundació Antoni Tàpies, Barcelona
- 2009: Silo. Archivo F.X., Museo Reina Sofía, Madrid
- 2009: The Unavowable Community, Katalanischer Pavillon, 53. Biennale di Venezia (mit Daniel García Andújar/Technologies To The People und Sitesize)

### Gruppenausstellungen
- 2007: MACBA im Frankfurter Kunstverein, Frankfurter Kunstverein
- 2010: Manifesta 8, Murcia und Cartagena
- 2014: 31. Biennale von São Paulo, São Paulo
- 2017: documenta 14, Kassel und Athen

## Schriften (Auswahl)
- Pedro G. Romero. Archivo F.X. Wirtschaft, Ökonomie, Konjunktur, Hatje Cantz Verlag; 2014, ISBN 978-3-77573-778-4 (englisch)